# Kåge
Kåge – miejscowość (tätort) w Szwecji, w regionie administracyjnym (län) Västerbotten, w gminie Skellefteå.
Według danych Szwedzkiego Urzędu Statystycznego liczba ludności wyniosła: 2376 (31 grudnia 2015), 2293 (31 grudnia 2018) i 2236 (31 grudnia 2019).